# Iliyana Tsanova
Iliyana Tsanova, née le 19 janvier 1976 à Sofia (Bulgarie), est une femme politique et financière bulgare.

## Biographie
Iliyana Tsanova naît le 19 janvier 1976 à Sofia. Elle étudie à l’Université d'économie nationale et mondiale (UNWE) et obtient une maîtrise en finance. Elle suit ensuite un programme postgraduate en gestion financière à l’université George-Washington.
Elle travaille ensuite comme auditrice pour Deloitte Bulgarie de 2001 à 2003, puis pour la Banque européenne pour la reconstruction et le développement (BERD) jusqu’en 2014.
En 2013, elle est vice-Première ministre et ministre des fonds communautaires dans le gouvernement provisoire Raïkov, puis de nouveau un an plus tard dans le gouvernement provisoire Bliznachki.
De 2016 à 2020, elle travaille pour le Fonds européen d’investissements stratégiques (EFSI) de la Banque européenne d'investissement, dont elle a été élue directrice générale déléguée le 14 octobre 2015.
Elle préside en tant que membre indépendant le conseil du fonds d'investissement SOF Connect. Composé du fonds d'investissement français Meridiam et de l'aéroport de Munich (Allemagne), le consortium est devenu en avril 2021 le concessionnaire de l'aéroport de Sofia (Bulgarie).
Le 2 juin 2021, elle est nommée directrice-générale adjointe à la Direction générale des budgets de la Commission européenne. Ce poste la rend responsable de la gouvernance et du management des risques financiers pour la Commission.

## Prix et distinctions
- Young Global Leader du Forum économique mondial, 2015[7],[8]